# Andis Shala
Andis Shala (* 15. November 1988 in Đakovica, SFR Jugoslawien) ist ein ehemaliger deutscher Fußballspieler.

## Karriere
Der gelernte Mittelstürmer Andis Shala begann seine Karriere in der Jugend des SV Waldhof Mannheim, nachdem er Anfang der 1990er-Jahre mit seinem Vater nach Deutschland gekommen war. Zur Saison 2006/07 verließ er Mannheim und wechselte zum Bundesligisten Hannover 96. Im Seniorenbereich bestritt er für die Niedersachsen jedoch kein einziges Spiel, weswegen er im Januar 2008 zum baden-württembergischen Oberligisten VfR Mannheim wechselte. Nach nur einer Halbserie beim deutschen Meister von 1949, für den bereits sein Vater zwischen 1998 und 2000 zwei Spielzeiten aktiv war, absolvierte Shala ein Probetraining beim schottischen Erstligisten Dundee United, woraufhin ihn die Tangerines zur Saison 2008/09 verpflichteten. Daraufhin gab Shala am 14. Februar 2009 (25. Spieltag) sein Profidebüt, als er beim 1:1-Unentschieden im Heimspiel gegen Inverness Caledonian Thistle in der 78. Spielminute für Jon Daly eingewechselt wurde. Sein erstes Pflichtspieltor im Profibereich erzielte er am 25. August desselben Jahres mit dem Treffer zum zwischenzeitlichen 1:0 beim 2:0-Sieg im Ligapokalspiel gegen Alloa Athletic.
Nachdem sein Vertrag bei Dundee United nicht verlängert worden war, kehrte Shala im Sommer 2011 nach Deutschland zurück und unterschrieb einen Zweijahresvertrag beim damaligen Regionalligisten Hallescher FC. Am 11. Januar 2013 verließ er den HFC und wechselte zum gerade in die Regionalliga abgestiegenen FC Carl Zeiss Jena, wo er einen bis zum 30. Juni 2014 datierten Vertrag unterschrieb. Am 16. Mai 2014 verkündete Shala seinen Weggang aus Jena, er unterschrieb am selben Tag einen Zweijahresvertrag beim Regionalliga-Aufsteiger BFC Dynamo. Nach einem Jahr, dem erfolgreichen Klassenerhalt und dem Berliner Pokalsieg (1:0 gegen Lichtenberg 47 vor 6.914 Zuschauern im Jahn-Sportpark) löste er den Vertrag mit dem Berliner Klub auf, da der dortige Trainer Thomas Stratos nicht mehr mit ihm plante.
Am 15. Juli 2015 gab Babelsberg 03 die Verpflichtung von Andis Shala für eine zunächst einjährige Vertragslaufzeit bekannt. Mit 15 Saisontoren in seiner ersten Spielzeit war der kopfballstarke Mittelstürmer gleich der erfolgreichste Babelsberger Schütze und teilte sich in der Saison 2015/16 mit drei weiteren Spielern mit gleicher Trefferzahl die Torjägerkrone. Außerdem gelang ihm in dieser Spielzeit mit einem 3:1-Erfolg des SVB über den gastgebenden FSV Luckenwalde vor 3.042 Zuschauern der Brandenburgische Landespokalsieg. Mit zehn Treffern war er auch in diesem Wettbewerb bester Torschütze. Im Juni 2016 verlängerte Andis Shala seinen Vertrag beim SV Babelsberg 03 nach nur einem Jahr Vereinszugehörigkeit um drei Jahre bis Sommer 2019. In der Spielzeit 2016/17 erzielte er für die Nulldreier in der Regionalliga Nordost 21 Treffer und war damit hinter Federico Palacios (RB Leipzig II, 22 Tore) zweitbester Torjäger der Spielzeit. Beim 4:0-Erfolg über den VfB Auerbach am letzten Spieltag der Saison gelang ihm im heimischen Karl-Liebknecht-Stadion innerhalb von 19 Minuten ein lupenreiner Hattrick. Zur Saison 2018/19 wechselte er zum Drittliga-Absteiger FC Rot-Weiß Erfurt. Nach einem Jahr verließ Andis Shala Erfurt wieder und schloss sich den Kickers Offenbach aus der Regionalliga Südwest an. Im Winter der Saison 2019/20 wechselte Shala weiter zum Verbandsligisten SV Waldhof Mannheim II. Am 14. Juni 2020 debütierte er in der 1. Mannschaft des SV Waldhof Mannheim im Spiel gegen den FC Bayern München II. Am 5. Oktober 2020 wechselte Shala zum Chemnitzer FC in die Regionalliga Nordost. Der Vertrag wurde im Januar 2022 in gegenseitigen Einvernehmen aufgelöst.

## Privates
Er ist der Sohn des ehemaligen Fußballprofis Kujtim Shala.